# Бей Конон
Єпископ Конон (Бей) (Бей Конон; 1884 — загинув після 1937) — архієрей Української автокефальної православної цекрви (1922–1937); єпископ Богуславський (1922), єпископ Прилуцький і Роменський (1922–1928), єпископ Черкаський і Чигиринський (1928–1930). Короткий період — архієпископ новоствореної УПЦ з титулом Черкаський (1932–1934). Жертва окупаційного комуністичного терору (висланий з України до Іркутська, де зник). 

## Життєпис
1908 року рукоположений у сан священника Синодальної Церкви Російської імперії (РПЦ). Служив у селі Чайки Богуславської волості.
1915 пройшов курс богословських наук у духовній семінарії Києва Відомства православного сповідання Російської імперії.

### У часи УНР та під час окупації
Підтримав відновлення Української Держави 22 січня 1918, включившись у боротьбу за створення Української церкви та її автокефалії. 
Був делегатом Першого всеукраїнського церковного собору 1921, на якому було створено ієрархію УАПЦ. Тоді ж підвищений до сану протоієрея.
7 лютого 1922 року хіротонізований на єпископа Богуславського УАПЦ. Того ж року переведений на кафедру до міста Прилука з титлом «Прилуцький і Роменський».
25 лютого 1927 року президія ВПЦР на своєму засіданні висловила щиру подяку єпископові Кононові (Бею) «за його невтомну і корисну працю по благовістю й організації церковного життя на Прилуччині й Роменщині».
Однак після цього у єпархії преосвященного Конона Бея спалахнув конфлікт: президія Роменської окремої церковної ради на чолі з протоієреєм Л. Терлецьким і священником Г. Язвінським вирішила позбутися єпископа та 15 червня того ж року звернулася до ВПЦР зі скаргою, що Конон Бей вносив лише дезорганізацію в життя округи, присвоював адміністраційні функції і не задовольняє ОЦР як єпископ УАПЦ. Сам Конон Бей назвав скаргу безсоромною навалою, але запропонував ВПЦР звільнити його, якщо він не задовольняє церкву. Однак ВПЦР у відповідь на скаргу 9 серпня виступила на захист єпископа Конона та закликала ОЦР до порядку.
Єпископ був делегатом Другого Всеукраїнського церковного собору УАПЦ 1927 року. На ньому був головою мандатної комісії, входив до комісії для розгляду матеріалів щодо обвинувачень з боку окупаціної влади проти митрополита Василя (Липківського). Ставив питання руба митрополитові Миколі (Борецькому) «з ким він» — з єпископатом, чи з митрополитом Василем (Липківським).
З 1928 по 1930 рік — єпископ Черкаський і Чигиринський. Катедральний храм — церква Різдва Пресвятої Богородиці.
Брав участь у відродженні ліквідованої УАПЦ під новою назвою УПЦ — архієпископ Черкаський. Станом на 1932 проживав у Києві, зустрічався з архієпископом Костянтином (Малюшкевичем) та організовував роботу архиєпархії принаймні до 1934 року.
Заарештований у травні 1936 року разом із багатьма іншими єпископами.
Висланий до Іркутська на початку 1930-х років. Подальша доля невідома.
Під час допиту ДПУ 1937 року архієпископ Костянтин (Малюшкевич) під тиском назвав Конона (Бея) одним із учасників «контрреволюційної змови, що тривала з 1922 року». Однак провиною назвав лиш те, що єпископ був одним із найактивніших в організації життя Прилуцько-Роменської єпархії УАПЦ.